# 圣彼得罗-迪费莱托
圣彼得罗-迪费莱托（義大利語：San Pietro di Feletto）是意大利威尼托大区特雷维索省的一个市镇。总面积19平方公里，人口5441人，人口密度286.4人/平方公里（2009年）。国家统计（ISTAT）代码为026073。